# 루이스 디조이
루이스 디조이(영어: Louis DeJoy, 1957년 ~ )는 미국의 사업가 출신 공직자다.
뉴욕 브루클린 출신으로, 플로리다의 스텟슨 대학교에서 경영학을 전공했다. 이후에는 물류업체인 XPO 로지스틱스의 CEO를 역임했다.
2016년부터 도널드 트럼프 미국 대통령과 여당인 공화당에 기부해 왔으며, 2020년 5월 7일에 도널드 트럼프 대통령으로부터 USPS의 총재로 임명되었다.
USPS의 총재로 취임한 디조이는 우편 비용 절감 조치를 위해 초과근무를 폐지하고, 우편물 분류 기계 및 우체통 철거를 추진했다. 그러나 이같은 조치들이 코로나19로 인한 2020년 대선의 우편투표 체계에 차질을 불러올 수 있다는 우려가 제기되자, 관련 조치들은 대선 이후로 보류되었다.
폴란드계 미국인인 아내 알도나 보스(Aldona Wos)는 2004년부터 2006년까지 에스토니아 대사를 역임했다.
도널드 트럼프가 재선에 실패하고 조 바이든에게 대통령직을 넘긴 후 2021년 2월에 민주당에서는 디조이에게 총재직에서 사퇴하라고 압박했으나, 디조이는 사퇴를 거부했다.

## 같이 보기
- 미국 우정청